# Abdon Felinto Milanez
Abdon Felinto Milanez (Alternativname: Abdon Felinto Milanês; * 30. Juli 1831 in Areia, Paraíba; † 7. Januar 1903 in Rio de Janeiro) war ein brasilianischer Politiker, der unter anderem von 1880 bis 1881 Mitglied der Abgeordnetenkammer (Câmara dos Deputados do Brasil) sowie zwischen 1894 und 1902 Mitglied des Senats (Senado) war. 

## Leben
Abdon Felinto Milanez, Sohn von Manuel Felinto Milanez, absolvierte nach dem Schulbesuch ein Studium der Medizin an der Faculdade de Medicina in Salvador sowie ein Studium der Ingenieurwissenschaften an der Escola Politécnica in Rio de Janeiro. Er war als Arzt und Ingenieur tätig und nach Gründung der Republik Brasilien, der sogenannten „Alten Republik“ (‚República Velha‘) von 1880 bis 1881 Mitglied der Abgeordnetenkammer (Provincial e da Câmara Geral), der heutigen Câmara dos Deputados do Brasil. 1894 wurde er Mitglied des Senats (Senado) und vertrat in diesem bis 1902 in der 23. bis zur 25. Legislaturperiode den Bundesstaat Paraíba.
Aus seiner Ehe mit Gracinda de Brito Cotegipe gingen drei Söhne hervor, darunter der Ingenieur, Musiker und Komponist Abdon Milanez sowie der Rechtsanwalt, Politiker und Komponist Prudêncio Milanez. Sein Neffe war der Offizier und Politiker Álvaro Lopes Machado, der zwischen 1892 und 1896 und von 1904 bis 1905 Präsident des Bundesstaates Paraíba sowie ebenfalls Senator war.

## Hintergrundliteratur
- Hino de Estado da Paraíba, João Pessoa, Estado da Paraíba, Secretaria para Assuntos de Comunicação Social, 1982.